# 華鎣山
華鎣山，亦稱西山，古稱華銀山，位於四川盆地東北部，是川中丘陵和川東平行嶺谷的天然界山，山脈呈東北至西南走向，北起大巴山南麓達州市境內的萬源市南部，南延至重慶永川黃瓜山，縱跨四川、重慶兩省市的15個縣（市、區），延綿300餘公里，有九峰山、縉雲山和中梁山3條支脈。山勢東緩西陡，平均海拔800米～1000米，主峰高登山（即海寶山，在華鎣市鄰水縣交界處）海拔1704.1米．為四川盆地底部最高峰，次峰寶鼎海拔1586米，是川東佛教聖地。

## 寶鼎
寶鼎，位於華鎣山中段現華鎣市溪口鎮境內，是華鎣山的第二高峰，佛教文化深邃悠久，源遠流長，自古為川東佛教聖地，享有「川東峨眉」的美譽。
唐、宋、元、明代為岳池、合州、巴縣（江巴分治後為江北理民廳）、鄰水四縣的交界之處。寶鼎的光明寺廟產原屬伏虎寺（岳池縣，距山頂二十五里）、萬佛堂（巴縣、後為江北廳，距山頂二十五里）、南宗堂（鄰水縣，距山頂五里）、雙鶴寺（合川縣，距山頂八十里）四縣四廟輪流派員管理，至清乾隆十二年(1747年)，為減少民間邊界糾紛，官府派員會同重慶府、順慶府裁定，劃歸岳池縣專管。《華銀山志·疆域志》載；「山頂（寶鼎）屬岳池，距縣治一百九十里。西下三里，交理民（即江北理民廳）界，南下一里，交鄰水界，西下八里，交合州界」，《華銀山志·寺廟志》載：「光明寺，在華銀山頂，屬岳池縣」。清代《岳池縣誌》記載：「山頂距縣治一百九十里，其地綿亙三百餘里……深山密箐，人跡罕到，為川省最險之處，由縣屬大溪口上山，至寶鼎三十里。乾隆十二年歸併岳池專管。」。
清代咸豐年間《華銀山志》等史料記載，早在大唐至德元年(756年)，華鎣山即有佛寺(今華鎣山高登山寺)。次年，因普賢菩薩在寶鼎顯靈，佛教徒捐金於寶鼎峰巔修建了瑞峰禪寺，即今寶鼎光明寺，並塑普賢菩薩像貢奉參拜。在此後的1250餘年間，佛教文化在華鎣山幾經興廢，逐漸形成了以寶鼎為中心的川東佛教聖地。清朝初年，佛教文化在華鎣山地區發展至鼎盛時期。據不完全統計，僅寶鼎東、西兩麓方圓不足100公里的山嶺峽谷幽勝之地，大大小小、建造各異的佛教寺院多達40餘座，僧眾近千人，信徒遍及今四川南充、廣安、達州及重慶的10多個縣、市、區。每逢廟會及重大佛事期間，各地信徒翻山越嶺，長途跋涉，雲集寶鼎朝山聽經授課、燒香拜佛。尤其是農曆六月十九日觀音菩薩生日，寶鼎人流如織，鼓樂喧天；佛寺內香炯繚繞，鐘磬悠揚，道場規模盛況空前。
在寶鼎眾多的佛教寺院中，以山巔的光明寺最為知名。相傳普賢菩薩在此得道並納徒傳經。
《華銀山志》記載；「華銀山，在禹貢梁州之域，周、秦、漢、晉、宋、梁，俱荒廢無寺。唐至德二載(757年)，普賢大士，現身顯聖，四民襄金建寺于山巔，曰『瑞峰禪寺』，並修鐵瓦殿，肖普賢像祀之。宋，寺仍其舊，像設因之。」。清代、民國初年的《巴縣誌》、《合州志》、《岳池縣誌》、《鄰水縣誌》等，對此亦作了較詳細的記載。由此而知，寶鼎這塊寶地，建寺很早，且規模較大。後來，由於信仰佛教的人日益增多，故歷代香火不斷，昔有「東朝華銀，西朝峨嵋」之譽，為四川的兩大佛教聖地之一。
安漢(今南充縣)州牧蒲坂張公楠在《燈田記》中寫道：“蜀名山，西有峨嵋，北有華銀，政事稍暇，登高遠眺，宛在目前，孤峰峻峭，高出眾山之巔，回絕塵寰之表，遠邇呼吸，俯視一切，真勝境也」。
- 唐至德二載(757年)，信眾於峰巔建瑞峰禪寺，塑普賢菩薩像。
- 明成化二十一年(1485年)，僧性空募銅鑄文殊、普賢、觀音三菩薩像，像高六尺，並鑄銅鼎、鐵門閾、鐵象。
- 明嘉靖二十八年（1549年），僧德香奉敕重建鐵瓦殿，更其寺曰光明禪寺，明末因兵燹寺廟盡成灰燼。
- 清順治十八年（1661年），僧照圓自江南虎丘(今蘇州)入華鎣山重開道場，率其徒眾歷10年艱辛重建光明寺。乾隆二十年(1755年)，光明寺再遭兵燹，經僧人和信眾多方捐資再度重建。

在全盛時期，光明寺由下至上有靈宮殿、觀音樓、大雄殿、接引殿、關帝廟、祖師廟和普賢殿七重大殿，整座寺廟重樓疊閣，金碧輝煌，氣勢恢弘，為川東最大的佛教寺廟。
中華人民共和國成立初期，寺廟或收歸公有，或分作民房，僧尼遣散還俗，各種廟會活動停止。1958年10月，四川省南充地區華鎣山鋼鐵指揮部(駐溪口)，派員500多名上寶鼎，將光明寺的鐵瓦殿拆毀煉鐵抵任務，當時任溪口鄉黨委書記的廖占坤，鄉財糧李遠平，因貪污賣寶鼎的銅鐘款，是年被中共岳池縣委開除黨籍，1959年岳池縣人民法院岳刑字第55號以貪污國家財產罪，對廖占坤判處五年徒刑。1967年，岳池縣財政局又派員上寶鼎，將光明寺(從下向上：接引殿、雷祖殿、觀音樓、文昌殿、大雄殿、武聖殿，鐵瓦殿)所剩下的大雄寶殿拆除，至此，千年古寺毀完，剩下山腰的黃龍寺被溪口煤礦利用，山下的崇福寺被辟為醬園廠，伏虎寺被分為農房。「大煉鋼鐵」和之後的「文化大革命」、「破四舊、立四新」期間，以寶鼎光明寺為代表的40餘座千年古寺連同其珍貴的佛教文物全部被拆毀、砸爛，僅剩下山腰的黃龍寺，因被用作煤礦職工食堂而倖存下來。1980年代初，為開發佛教旅遊場所，華鎣山先後修復和重建部分佛教寺廟，佛事活動得以恢復，至2007年，寶鼎光明寺、高登山寺、黃龍寺、觀音洞寺、東林寺等主要寺廟均已開放。

## 华蓥山隧道
| 交通线       | 长度（米） | 所在地         | 年份   |
| ------------ | ---------- | -------------- | ------ |
| 张南高速公路 | 8159       | 大竹县－渠县   | 2017年 |
| 沪蓉高速公路 | 4706       | 邻水县－华蓥市 | 2000年 |
| 银昆高速公路 | 5018       | 合川区－北碚区 | 2017年 |